# Himalaya Club
Himalaya Club – grupa młodych taterników z Sekcji Turystycznej Towarzystwa Tatrzańskiego, powstała w 1904 we Lwowie.  W jej skład wchodzili Roman Kordys, Zygmunt Klemensiewicz i Jerzy Maślanka. Początkowo grupa była znana jako "Kółko Taterników".
Członkowie grupy, naśladując braci Zsigmondy, propagowali ideę taternictwa nastawionego na wyczyn techniczny (zdobywanie miejsc trudno dostępnych), bez przewodników, w odróżnieniu od dotychczasowej praktyki, w której turystom towarzyszyli miejscowy przewodnicy-górale, znający miejscowe warunki i często zapewniający odpowiednie wsparcie logistyczne.
Pierwszym sukcesem klubu było przejście Klemensiewicza i Kordysa grani od Kościelca do Zawratowej Turni w dniu 5 sierpnia 1905.
Działalność Himalaya Club oraz Klubu Kilimandżaro była początkiem nowoczesnego taternictwa w Polsce.